# 亞洲煤業
亞洲煤業有限公司（港交所除牌前：0835.HK），簡稱亞洲煤業，是一家國際性能源企業，在香港聯交所主板上市。它主要從事煤炭開採、生產、貿易、銷售及煤化工業務，專注發展能源業務。集團前稱為滙寶集團控股有限公司 ，從事銷售保健及美容產品及服務。而滙寶集團的前身則是萬基藥業，於1997年上市。
集團主席是朱新疆。
2008年，私募基金China Enterprise Capital注入煤礦資產，2009年8月把公司易名為亞洲煤業。2012年12月，廣東地產商朱新疆以1.52億元購入亞洲煤業64.66億股新股，相當於擴大後股本約75%，交易於2013年3月完成。2013年5月，朱新疆獲委任為集團主席。
以2013年6月28日的股價計算，亞洲煤業的市值達到11.37億港元。
2017年9月，香港聯合交易所通知亞洲煤業，將該公司列入除牌程序第一階段，理由是該公司「未能維持足夠的業務運作或擁有相當價值的有形資產及╱或無形資產」支持上市。聯交所要求亞洲煤業於2018年3月7日或之前提交復牌建議。
2019年6月9日，聯交所裁定為2019年6月18日，取消亞洲煤業上市地位。

## 業務

### 煤業版塊
- 目前亞洲煤業擁有蒙古國北部超過1.9億噸的煤礦，位處於蒙古國布爾干省，其蘊藏的優質煤炭資源可生產多種煤炭產品供應中國和其它亞洲市場
- 發展策略貫穿整個煤炭產業鏈，由煤炭開採、生產，到煤炭貿易及銷售，以至煤化工業務，實現煤炭資源的利用最大化
- 可控制多煤種，包括焦煤、無煙煤、動力煤、噴吹煤等不同煤種資源
- 與國外領先的煤業專家合作評估及篩選收購標的物，於中國及亞洲各地物色已投產並具有發展潛力的煤炭資源項目
- 與領先煤化工企業探討合作機會，發展煤清潔轉化業務。當中六大新型煤化工包括褐煤綜合利用、煤制芳烴、煤制天然氣、煤制乙二醇、煤炭液化、煤制烯烴已被列入“十二五”國家自主創新建設重點。

## 董事會成員
執行董事
- 朱新疆先生（主席）
- 張少輝先生

## 外部連結
- 亞洲煤業